# Беньхун (станція)
41°17′17″ пн. ш. 113°15′13″ сх. д. / 41.288055555556° пн. ш. 113.25361111111° сх. д.
Беньхун (кит. 贲红站, пін. Bēnhóng Zhàn) — залізнична станція в КНР, розміщена на Цзінін-Ерляньській залізниці між станціями Далюхао і Луцзяцунь та на Цзінін-Тунляоській залізниці між станціями Далюхао і Цаобухань.
Розташована в однойменній волості хошуну Чахар – Правий Задній стяг (міський округ Уланчаб, автономний район Внутрішня Монголія). Відкрита в 1995 році.